# Heneral Emilio Aguinaldo (Cavite)
Heneral Emilio Aguinaldo (Bayan ng Heneral Emilio Aguinaldo) är en kommun i Filippinerna. Kommunen ligger på ön Luzon, och tillhör provinsen Cavite. Folkmängden uppgår till 17 507 invånare.
Heneral Emilio Aguinaldo är indelat i 14 barangayer.